# トレス・マクニール
トレス・マクニール （Tress MacNeille、1951年6月20日 - ） は、アメリカ合衆国の女性声優。カリフォルニア州出身。

## 概要
カリフォルニア大学バークレー校卒業。8歳の時に声優を志した。大学卒業後はDJとして活動し、1979年に『スクービー&スクラッピードゥー』で声優としてデビュー。

### ノミネート歴
- アニー賞
  - 1995年声優賞『アニマニアックス』（ドット・ワーナー役）[2]
  - 1997年声優賞テレビアニメ部門『Freakazoid!』（デビー・ダグラス役）[2]
  - 2000年女性声優賞
    - アニメ映画部門『Wakko's Wish』（ドット・ワーナー役））[2]
    - テレビアニメ部門『Histeria!』（世界最年長の老婆役）[2]
- DVDプレミアアワードアニメーション演技賞『シンデレラII』（アナスタシア役）[2]

## 出演作品

### テレビアニメ
- アニマニアックス（ドット・ワーナー）
  - ピンキー&プレイン（ゴキブリ女王）
- クマゴロー（役名表記無し）
- ザ・シンプソンズ（アグネス・スキナー、バーバラ・ブッシュ、他）
- 猿の惑星（ジーラ）
- ジョニー・ブラボー（ウィルマ）
- スーパーマン（1988年版）（マーサ・ケント）
- スーパーマン（1997年版）（スティーヴンソン先生、学会員、ツアーガイド、老婆）
- スクービー&スクラッピードゥー（役名表記無し）
- スペース・レンジャー バズ・ライトイヤー（エイリアンの老婆）
- スワットカッツ （キャリコ・「カリー」・ブリッグス）
- タイニー・トゥーンズ（バブス・バニー、ルベラ・ラット）
- チップとデールの大作戦（チップ、ガジェット）
- テイルスピン（カブードゥル）
- バーバリアン・デイブ（ファング）
- ハウス・オブ・マウス（デイジーダック、チップ、デール、ハートの女王、フローラ、クロートー、アトロポス）
- バットマン（女）
- バットマン・ザ・フューチャー（ウィストン）
- バットマン:ブレイブ&ボールド（メイド）
- パワーパフガールズ
- ヘイ・アーノルド!（カートルード）
- ヘラクレス（クロートー、クリオンの妻）
- ブーンドックス（ステイシー・レニー、レポーター、観客）
- Freakazoid!（デビー・ダグラス）
- フューチュラマ（リンダ、母親、他）
- ボルトロン（ヘイガー）
- ミッキーマウス クラブハウス（デイジーダック、チップ）
- パワーパフガールズ (2016)
- ライオンキングのティモンとプンバァ（シェンジ、電話の女性の声、他）
- リセス 〜ぼくらの休み時間〜（レモンさん 他）
- リロ・アンド・スティッチ・ザ・シリーズ（ボニー / 試作品149号、コンピューターの声）

### 劇場アニメ
- ザ・シンプソンズ MOVIE（コリン、アグネス・スキナー、ブタ、ネルソンの母、他）
- 風の谷のナウシカ（大ババ） ※ディズニー版
- 紅の豚（役名表記無し）
- ゲド戦記（役名表記無し）
- 天空の城ラピュタ（おかみさん）※ディズニー版
- ビー・ムービー（ジャネット・チョン）
- 平成狸合戦ぽんぽこ（おキヨ、おろく婆）
- ホーホケキョ となりの山田くん（山野シゲ）
- 魔女の宅急便（おソノ）※ディズニー版
- もののけ姫（たたら場の女）
- リセス 〜ぼくらの夏休みを守れ!〜（レモンさん、医者）
- NEMO/ニモ（エレベーター・クリーチャー）
- パワーパフガールズ・ムービー

### OVA
- アニマトリックス（ケニー）
- くまのプーさん 冬の贈りもの（カンガ）
- シンデレラII（アナスタシア）
- シンデレラIII 戻された時計の針（アナスタシア）
- トナカイになったオリーブ（エキスモー）
- トムとジェリー魔法の指輪（マーガレット、母親）
- バットマン:ダークナイト・リターンズ（セリーナ・カイル）
- ヴァン・ヘルシング アニメーテッド（ヴィクトリア女王）
- ミッキー、ドナルド、グーフィーの三銃士（デイジーダック）
- リトル・マーメイドII Return to The Sea（母親ペンギン）
- わんわん物語II（セーラおばさん、アム）
- チップとデールの大作戦 レスキュー・レンジャーズ（チップ役、ガジェット）

### ゲーム
- キングダム ハーツ（デイジーダック、チップ、ハートの女王）
- キングダム ハーツII（デイジーダック、チップ、カンガ、シェンジ）
- ディズニーゴルフ（デイジーダック）
- ビー・ムービー（ジャネット・チョン）

### その他
- アニマニアックス・ライブ!（本人出演）
- インディ・ジョーンズ・アドベンチャー（アナウンサーの声）
- ガジェットのゴーコースター（ガジェットの声）